# Erik Lindberg (kyrkomålare)
Erik Lindberg var en svensk kyrkomålare, verksam på 1700-talet.
Lindberg var bosatt i Hjo och blev mästare i Göteborgs Målareämbete 1792. Han var verksam med dekorations- och kyrkomålningar i Västergötland, men få av hans arbeten finns bevarade. Han utförde altartavlan till Kinneveds kyrka i Västergötland på 1780-talet och han lär ha målat Näs kyrka i Västergötland omkring 1769.  